# Club Nintendo
Club Nintendo es el nombre de varias publicaciones, programas y servicios creados por Nintendo en varios países.

## Club Nintendo América
Club Nintendo América fue un sitio para los fanes norteamericanos de Nintendo. Era el nombre de varias publicaciones y más conocido como un programa de fidelización de clientes proporcionada por Nintendo. El programa de lealtad era libre de unirse y proporciona recompensas a cambio de la retroalimentación de los consumidores y la lealtad a la compra de productos oficiales de Nintendo. Los miembros del Club Nintendo ganan créditos o "monedas" mediante la presentación de los códigos que se encuentran en productos y sistemas de Nintendo, que puede haber sido ser negociados en los artículos de edición especial sólo están disponibles en el Club Nintendo. Las recompensas incluyen objetos como cartas, bolsas, controladores, descargables y extensiones de garantía en determinados productos de Nintendo.
En enero de 2015, Nintendo anuncio el cierre de Club Nintendo para el 1 de abril de 2015, señalando que se tendrá como fecha límite para ingresar códigos hasta el 20 de abril de 2015 y hasta el 30 de septiembre de 2015 para hacer uso de los puntos/estrellas acumulados.

## Club Nintendo Japón
Club Nintendo Japón (japonés:クラブニンテンドー) fue un club oficial de Nintendo para los fanes japoneses. Cualquiera que viva en Japón podía finalmente recibir una membresía si acumulaba una cierta cantidad de puntos que podían ser ganados por comprar y registrar productos publicados por Nintendo. 
Los miembros regularmente recibían regalos exclusivos de parte de Nintendo. Los puntos acumulados en una cuenta de Club Nintendo Japón podían ser transferidos a la tienda virtual del Wii para descargar juegos (incluyendo inéditos), demos, controles de mando, etc.

## Club Nintendo México
Artículo principal: Club Nintendo México
ReClub Nintendo (abreviado CN o ClubNin) es la revista oficial de Nintendo en México y América Latina. Fue fundada por Gustavo "Gus" Rodríguez y José "Pepe" Sierra en diciembre de 1991. Su contenido se basa en novedades sobre videojuegos y consolas de Nintendo, además de dar seguimiento a eventos como el Electronic Entertainment Expo.
En diciembre de 2011 la revista celebró su 20º aniversario. En diciembre de 2014 publicaron su último número en el formato mensual.

## Club Nintendo Europa

### El Club
El Club Nintendo Europa era un servicio de atención al cliente que permitía a los usuarios interactuar con Nintendo su comunidad de videojugadores. Nace en 1989 y funcionaba de manera similar que el Club Nintendo de Japón. 
Para ser socio del club solo bastaba comprar cualquier producto de la marca Nintendo ya fuera una consola (NES o Game Boy) o un cartucho, rellenar con tus datos personales la tarjeta de invitación que venía dentro de la caja y enviarla por correo.
Una vez que se enviaba la invitación recibías un carné de identificación como socio, y una revista bimestral llamada también Club Nintendo durante un año. Todo esto por correo y firmado por “Mario”. Si deseabas seguir disfrutando de los servicios al término del año solo bastaba comprar otro producto y volver a enviar la tarjeta.

### Revista Club Nintendo (revista oficial de nintendo)
Publicación europea pionera sobre videojuegos en el mundo (junto con “Nintendo Fun Club News” en Norteamérica, y "Club Nintendo" en México) que recibían gratuitamente los miembros del Club Nintendo Europa por correo, aunque también se podían conseguir en determinados centros comerciales en distintos precios.
Tenía aproximadamente 35 páginas ahora 96 y disponible en varios idiomas (español, inglés, francés y alemán). En la revista podías encontrar las últimas novedades de la marca, juegos comentados, trucos y puntuaciones de tus juegos favoritos y además de enviar preguntas y dudas.